# Makaranga
Makaranga (Macaranga) je rod rostlin z čeledi pryšcovité. Jsou to dvoudomé dřeviny s jednoduchými, často štítnatými listy a drobnými bezkorunnými květy. Plodem je tobolka. Rostliny mají na listech nektária a řada druhů hosti symbiotické mravence zejména z rodu Crematogaster, kteří je chrání před býložravci. Rod zahrnuje více než 300 druhů a je rozšířen v tropech a subtropech Starého světa. Nejvíce druhů roste v jihovýchodní Asii. Většina druhů jsou pionýrské dřeviny, rostoucí na narušených místech a v sekundární vegetaci.
Celá řada druhů má význam v tradiční a domorodé medicíně. Některé mohutnější druhy jsou těženy pro dřevo. Makarangy se dále vysazují jako opora na plantážích pepře, stínící a okrasné dřeviny a podobně. Svůj význam mají i v domorodých magických rituálech.

## Popis
Makarangy jsou dvoudomé (pouze některé formy M. andamanica jsou jednodomé), většinou rychle rostoucí keře a stromy, dorůstající výšky až 40 metrů. Větévky jsou někdy duté a na řezu z nich často vytéká červená šťáva. Odění je složeno z jednoduchých chlupů ve svazečcích a z nápadných, často barevných žlázek. Listy jsou jednoduché, střídavé, dlouze řapíkaté, celistvé nebo dlanitě laločnaté, často štítnaté, se zpeřenou až dlanitou žilnatinou. Čepel bývá na rubu šupinatě žláznatá. Při bázi čepele bývají nektáriové žlázky. Palisty mohou být drobné až velké, vytrvalé nebo opadavé. Samčí květy jsou stopkaté až téměř přisedlé, v klasovitých nebo hlávkovitých květenstvích. Obsahují obvykle 3 až 20 volných nebo na bázi srostlých tyčinek. Kalich je v poupěti srostlý a při rozkvětu puká na 2 až 4 segmenty. Samičí květy jsou stopkaté, uspořádané v hroznovitých, někdy složených květenstvích. Semeník obsahuje 1 až 6 komůrek a nese stejný počet krátce srostlých čnělek. Kalich je miskovitý, celistvý nebo laločnatý. Plodem je tobolka obsahující zpravidla 2 nebo 3 (řidčeji jen 1 nebo naopak až 6) komůrek. Plody jsou na povrchu hladké nebo ostnité a nemají vytrvalý sloupek. Semena jsou kulovitá a hladká.

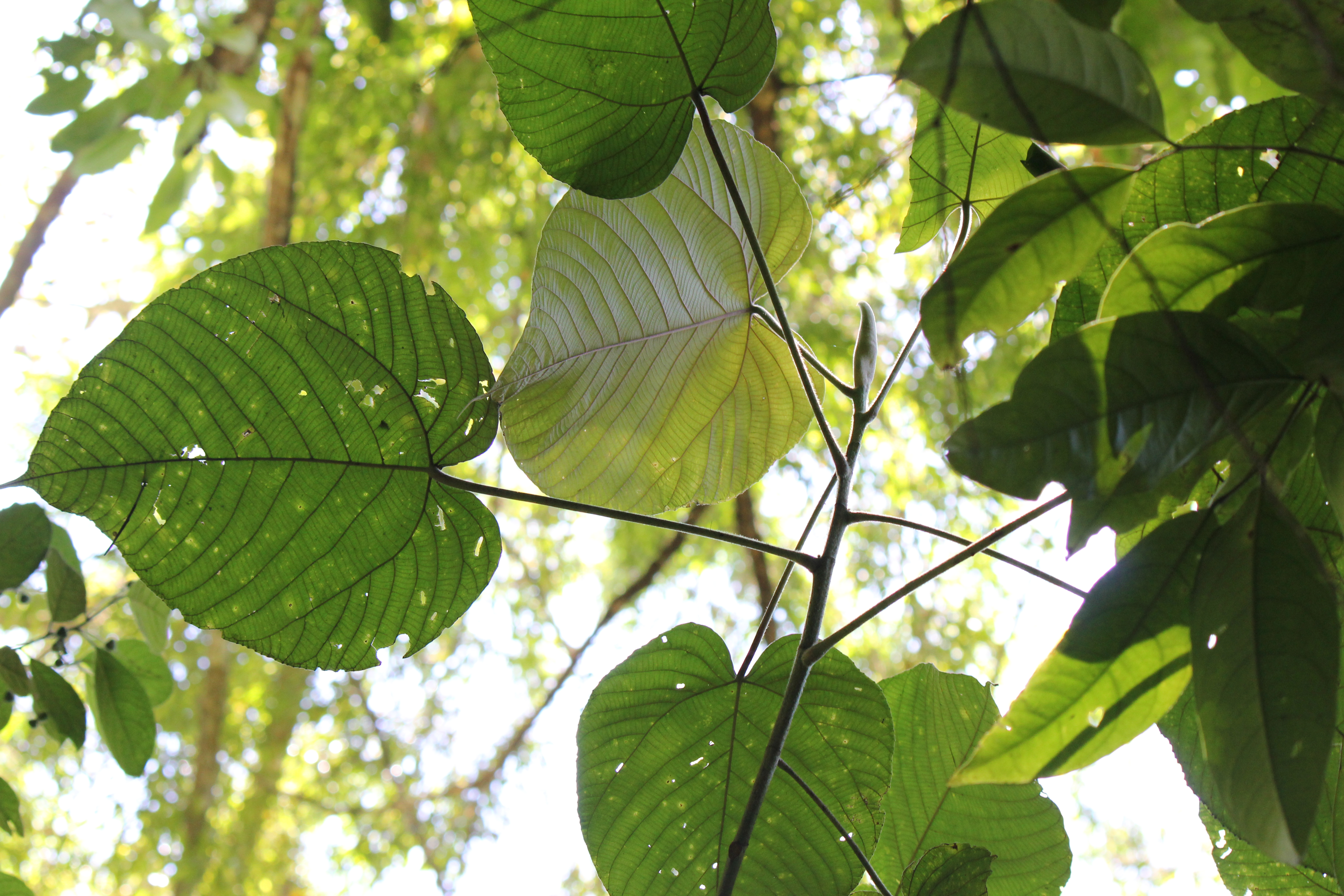
Olistění Macaranga hispida
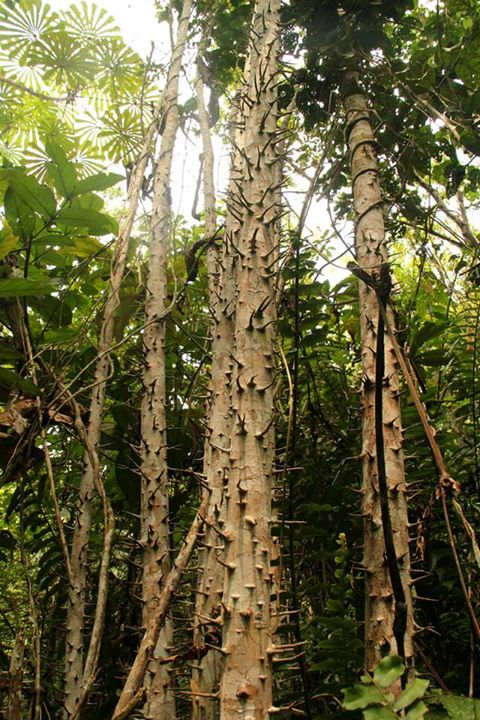
Ostnité kmeny Macaranga spinosa
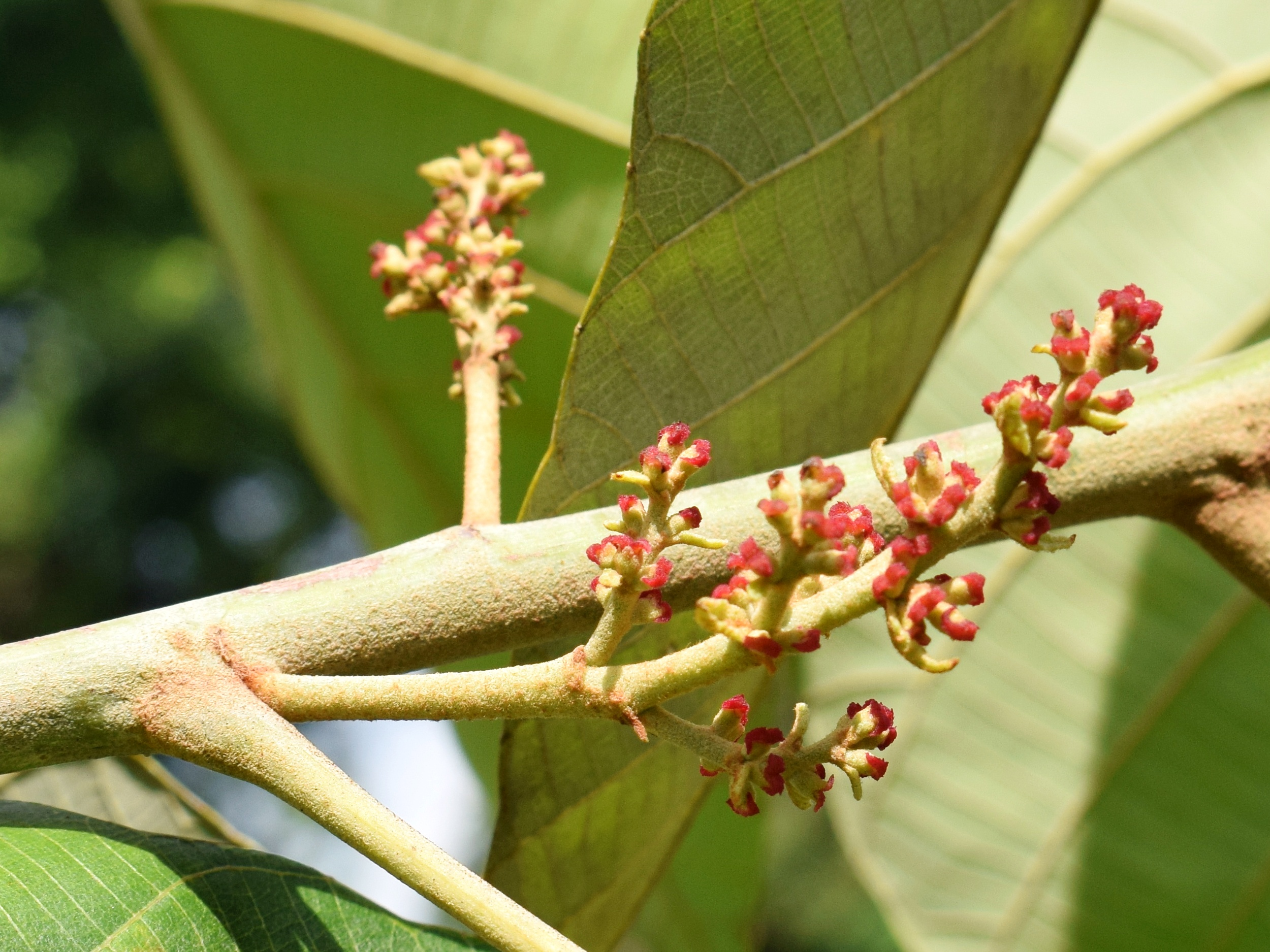
Samičí květenství Macaranga denticulata
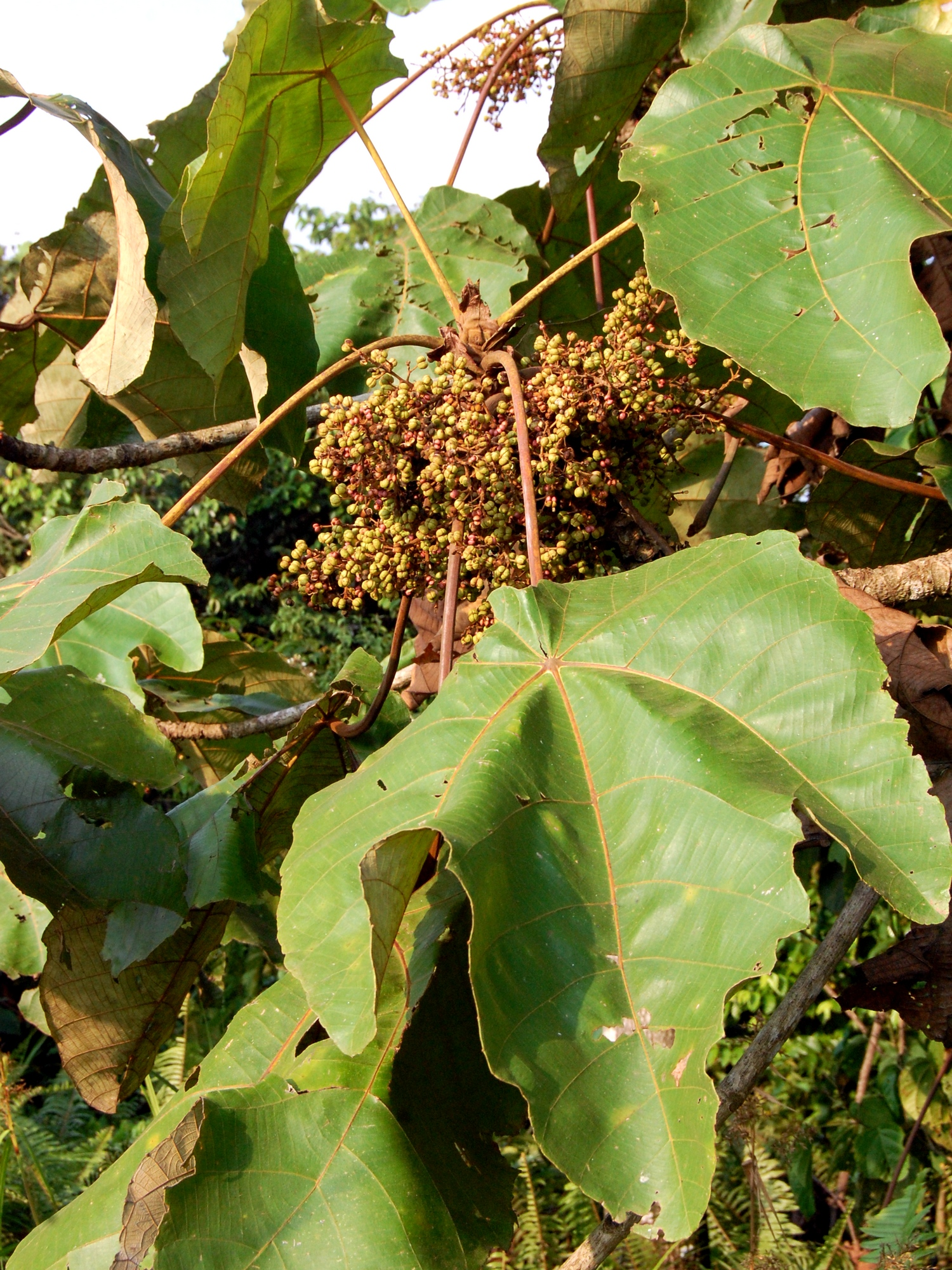
Plodící Macaranga gigantea
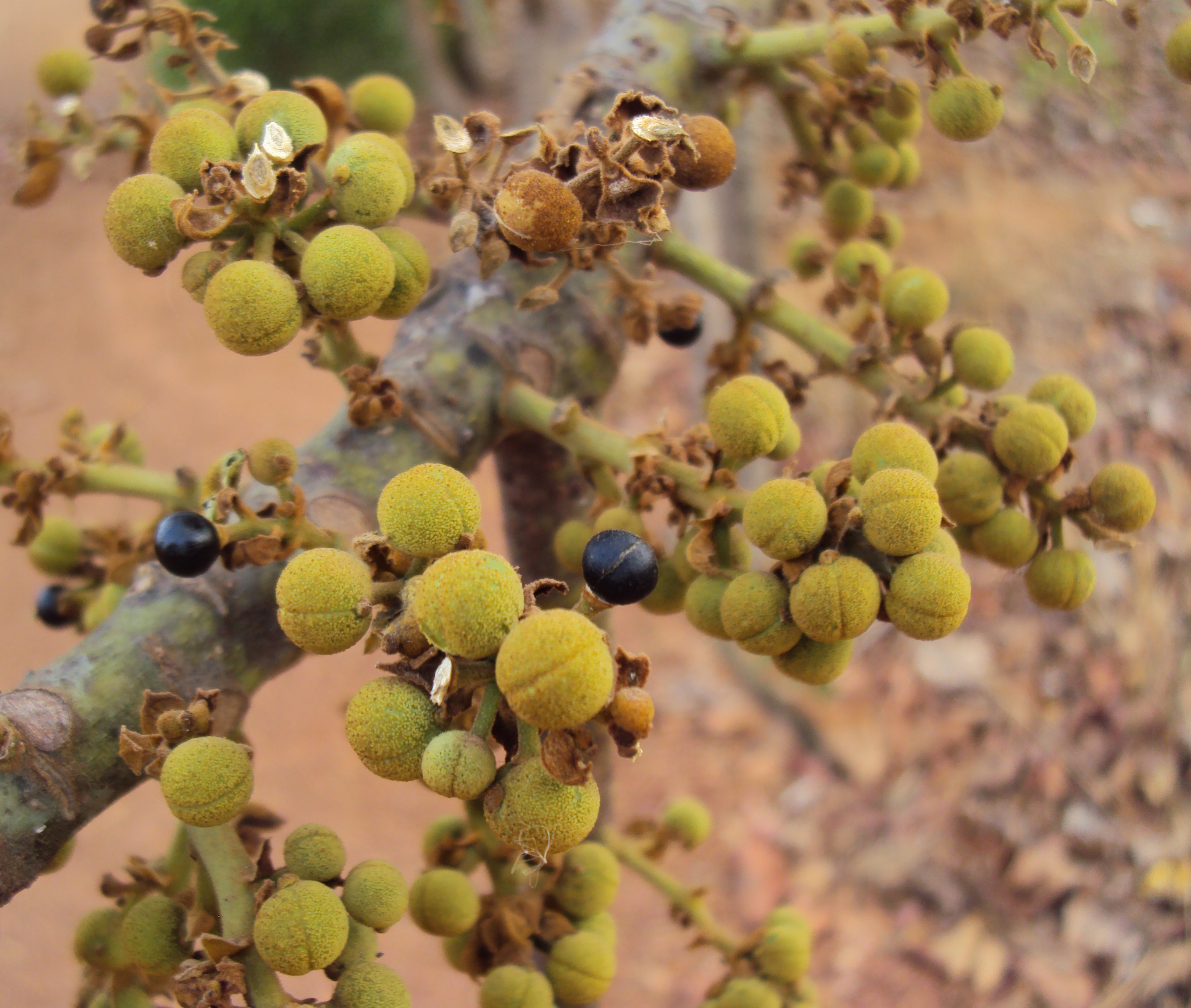
Plody Macaranga peltata

## Rozšíření
Rod makaranga zahrnuje asi 305 druhů. Je rozšířen v tropech a subtropech Starého světa od subsaharské Afriky přes Indický subkontinent, jižní Čínu, Indočínu a jihovýchodní Asii po severní a východní Austrálii a Tichomoří. Největší počet druhů se vyskytuje v oblasti jihovýchodní Asie. Zvlášť velké množství endemických druhů roste na Borneu a Nové Guineji. Na východ rod přirozeně zasahuje až na Fidži, na Havaj byl introdukován. V Africe je rod rozšířen v počtu asi 30 druhů v téměř celé subsaharské části kontinentu a na Madagaskaru.
Převážná většina druhů jsou pionýrské dřeviny, tvořící zejména v západní části jihovýchodní Asie a na Nové Guineji charakteristickou složku sekundární lesní vegetace a někdy v takových porostech i dominují. Pouze některé druhy se vyskytují i v primárních deštných lesích. Na Nové Guineji vystupují některé druhy až do nadmořských výšek okolo 3000 metrů. Některé zástupce lze nalézt i v poříční vegetaci, bažinatých a zrašelinělých lesích nebo v oblastech s periodickým obdobím sucha.

## Ekologické interakce
Na čepelích listů většiny druhů makarang se nacházejí ploché nektáriové žlázky. Nektar láká různé druhy symbiotických mravenců, mezi nimiž převažuje zejména rod Crematogaster. Hloubka vazby s mravenci je u různých druhů makarang různá od druhů mravenci neobývaných až po obligátní vazbu. U obligátně myrmekofytních druhů (např. Macaranga hypoleuca, M. triloba) mravenci obývají duté větvičky nebo duté uzliny stonku. K výživě jim rostlina poskytuje i speciální výživná tělíska, která se tvoří zejména na vytrvalých palistech nebo na listové čepeli a obsahují velký podíl tuků a bílkovin. Některé druhy mravenců se dokonce specializovaly výhradně na konzumaci těchto tělísek. Na oplátku chrání rostlinu před býložravci a býložravým hmyzem, některé druhy Crematogaster s obligátní vazbou dokonce odstraňují z těchto dřevin i popínavé rostliny. Pokusně bylo zjištěno, že tato ochrana je účinná a neobydlené obligátně myrmekofytní rostliny jsou podstatně více poškozovány než ty obydlené kolonií mravenců. I neobývané druhy bez obligátní vazby však mají extraflorální nektária (a některé vytvářejí i výživná tělíska, ve větším množství např. Macaranga tanarius) a jsou mravenci navštěvovány a do jisté míry chráněny.
Makarangy jsou živnými rostlinami housenek denních motýlů z čeledi modráskovití (v Asii Arhopala amphimuta, Arhopala atosia, Lampides boeticus, Megisba malaya, Rapala nissa) a různých babočkovitých (v Africe Acraea alciope, Cymothoe beckeri, Neptis nemetes a různých druhů rodu Sallya, v Asii Euthalia monina). Také se na nich živí housenky celé řady druhů můr.
Z opadu listů pionýrského druhu Macaranga tanarius se uvolňují fytotoxiny, které inhibují růst jiných rostlin v podrostu a tím zvyšují invazní potenciál druhu. Strom je opylován hmyzem a částečně i větrem. Plody ve velkém rozšiřují ptáci.

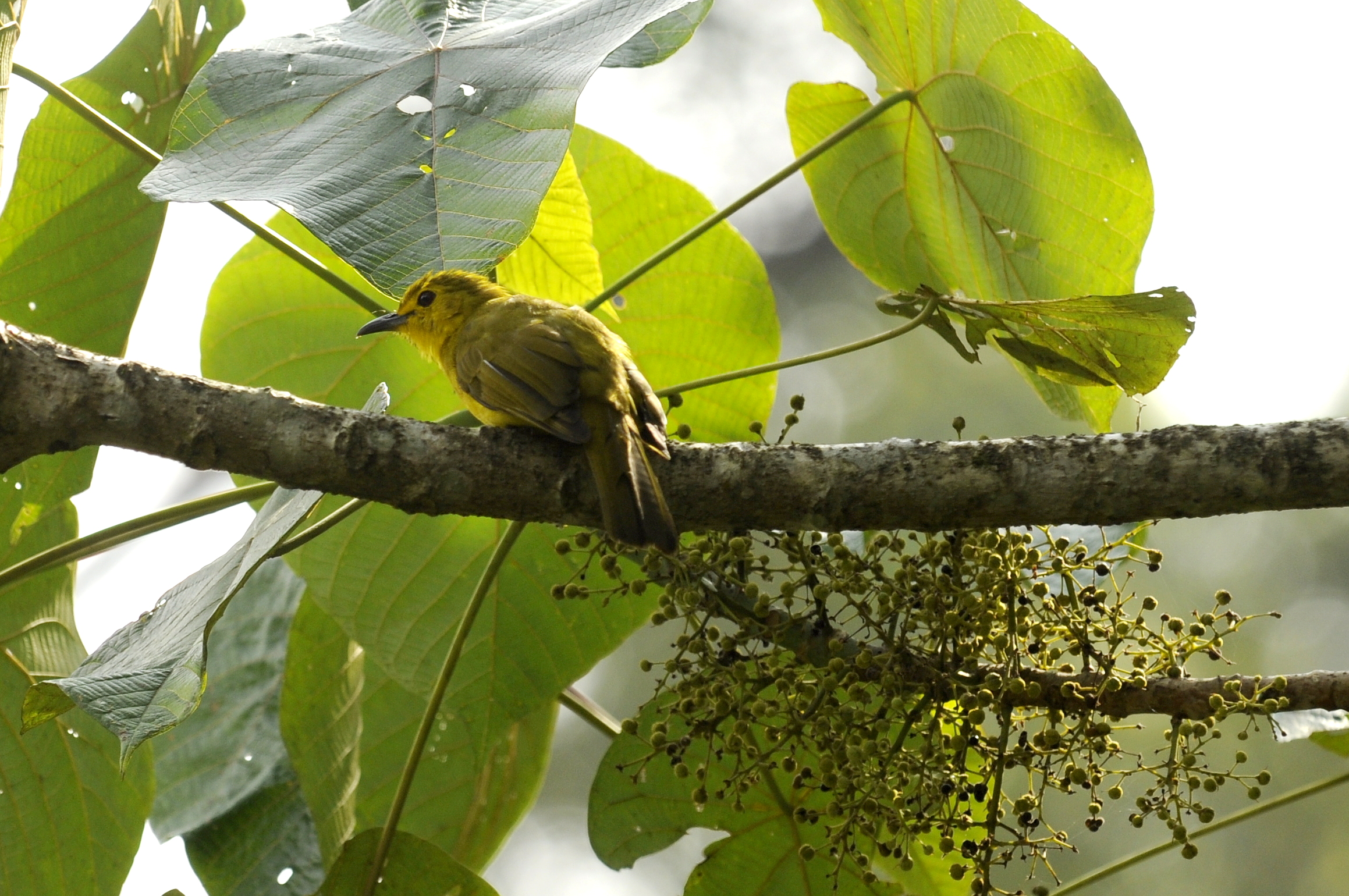
Bulbulčík indický na plodící makaranze
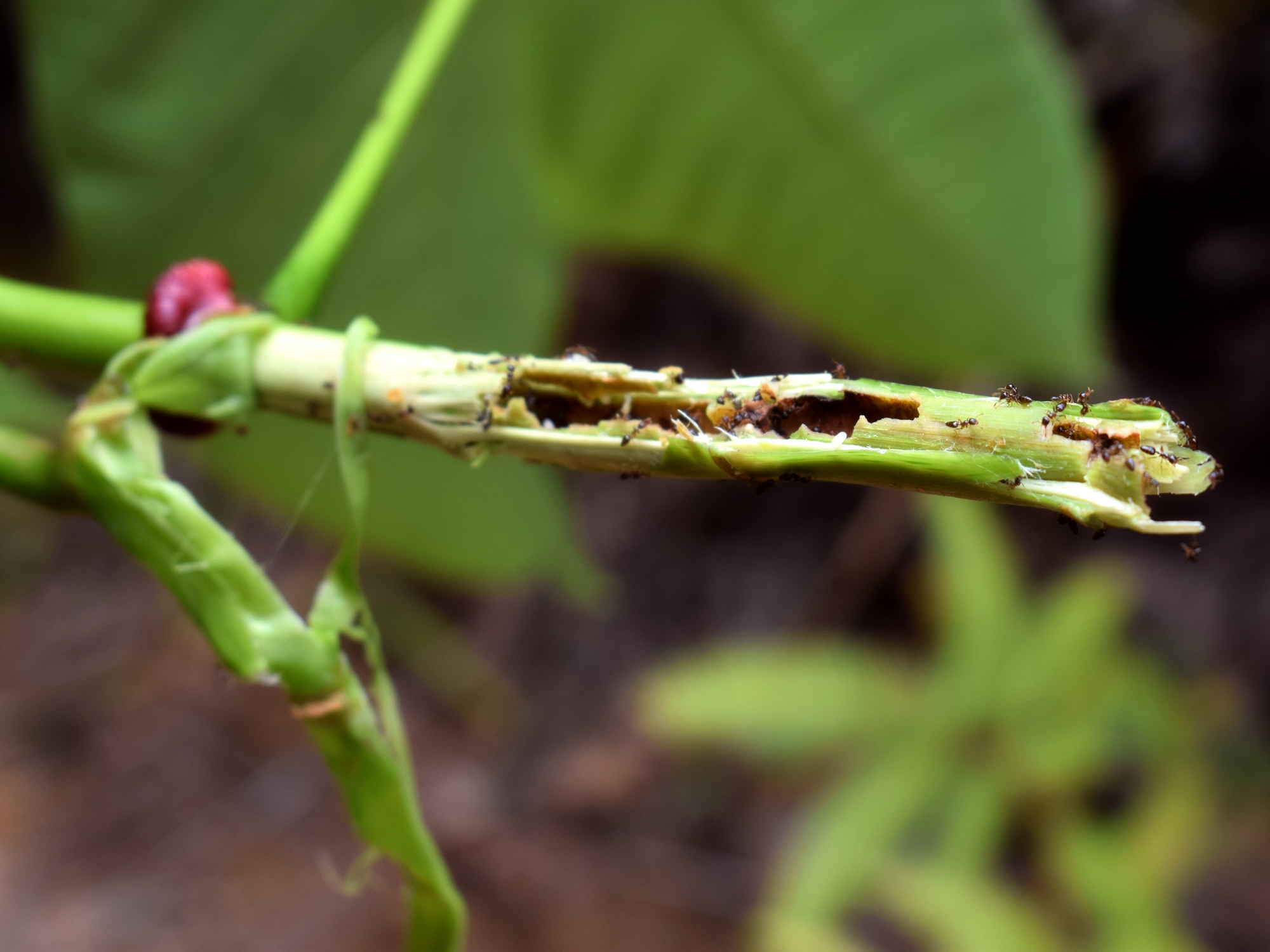
Dutá větévka Macaranga bancana obývaná mravenci
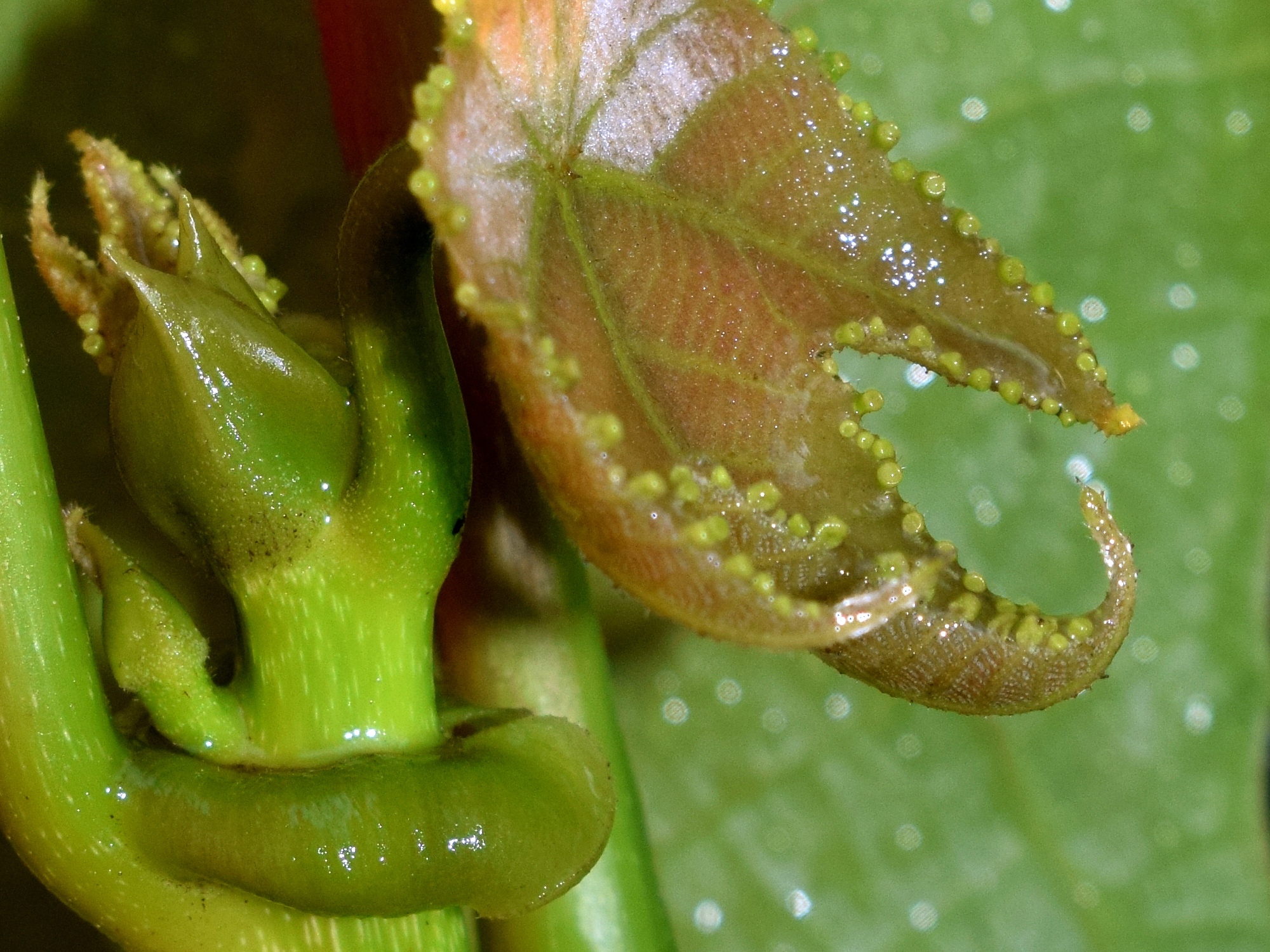
Nektáriové žlázky na okraji mladého listu Macaranga triloba
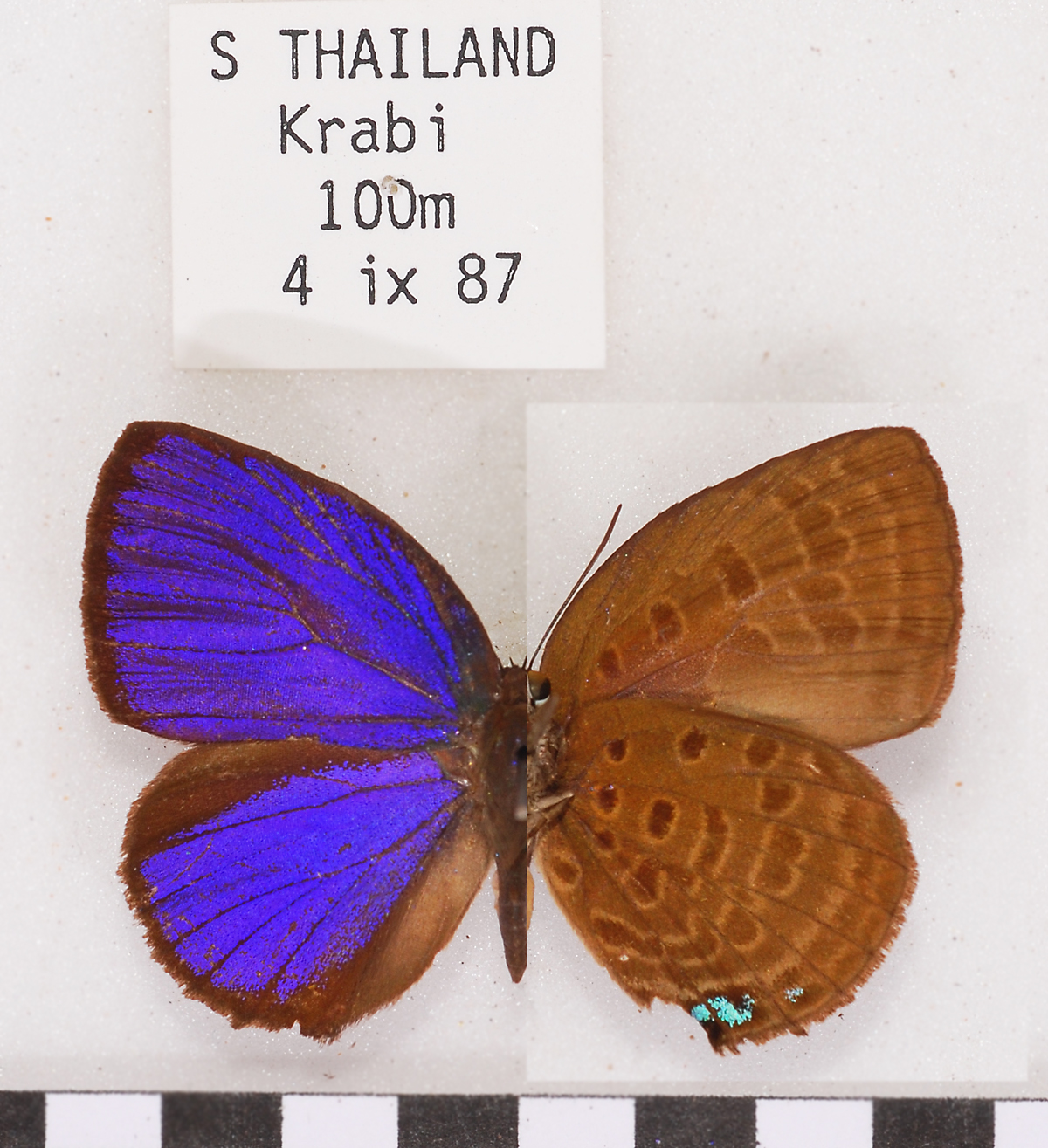
Modráskovitý motýl Arhopala amphimuta

## Obsahové látky
Jako obsahové látky byly u různých druhů makarang zjištěny zejména triterpenoidy (např. cyklopentenol v druhu Macaranga peltata) a diterpenoidy.

## Taxonomie
Rod Macaranga je v rámci čeledi Euphorbiaceae řazen do podčeledi Acalyphoideae a tribu Acalypheae.
Nejblíže příbuzným rodem je podle výsledků molekulárních studií rod Mallotus (asi 118 druhů v tropech Starého světa). Oba rody jsou si značně podobné, jediným stabilním rozlišovacím znakem je počet pylových váčků v prašnících tyčinek (3 nebo 4 u rodu Macaranga, 2 u rodu Mallotus). Mallotus se dále odlišuje přítomností hvězdovitých chlupů v odění, větším počtem tyčinek v samčích květech a hroznovitými květenstvími oproti latovitým květenstvím u rodu Macaranga. Mnoho druhů Mallotus má také vstřícné listy.

## Význam

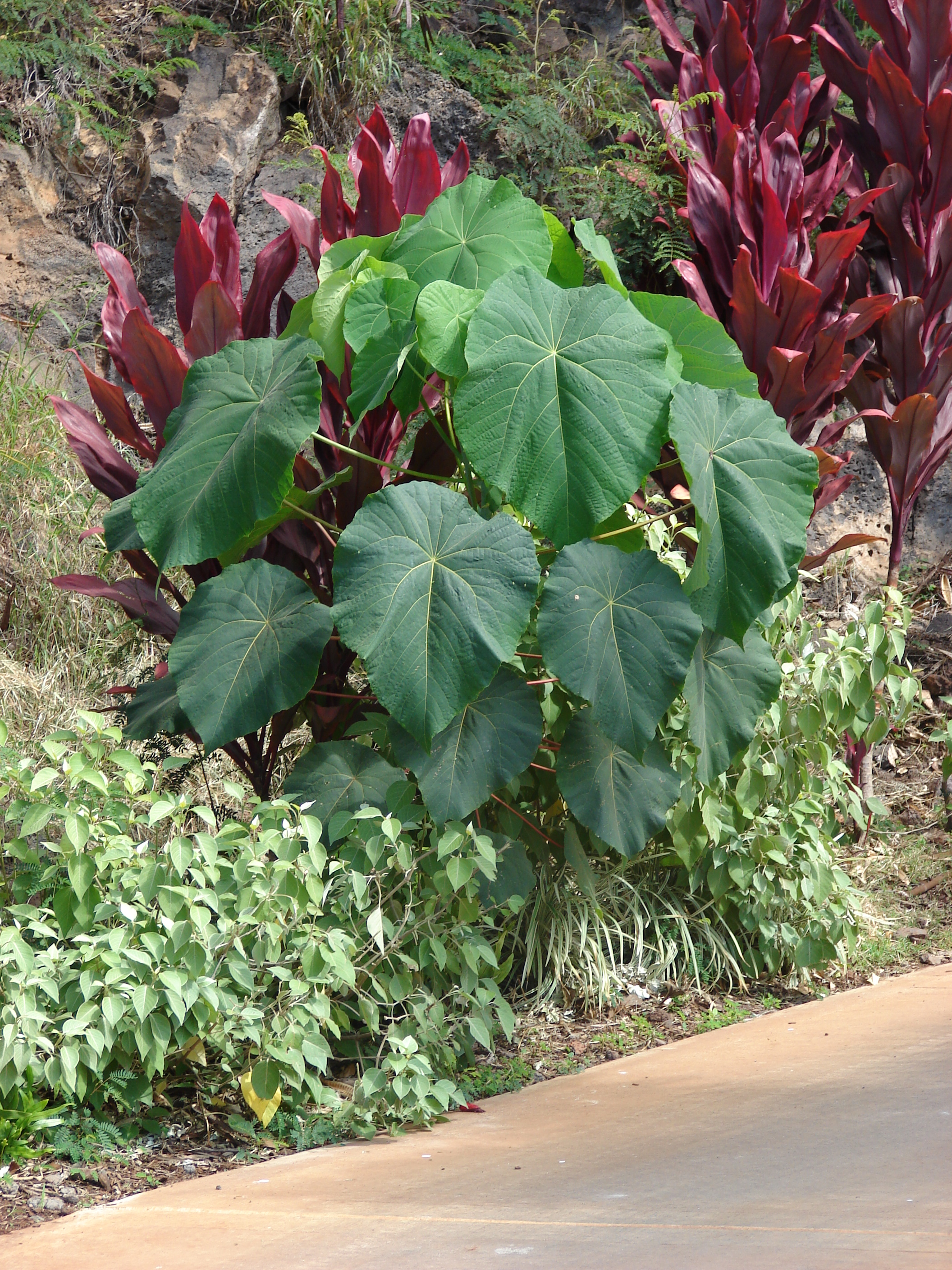
Macaranga mappa jako okrasná rostlina na Havaji

Pionýrský druh Macaranga tanarius je pěstován v tropických oblastech různých částí světa jako užitková rostlina, pro produkci dřeva a paliva, přípravu léčivých přípravků, zalesňování a jako stínící dřevina. Na Havaji, kam byl dovezen v roce 1926, zdomácněl a v údolních polohách některých ostrovů se stal i invazní dřevinou.
Odvar z kůry tohoto druhu se podává k léčení kašle a úplavice. Listy se používají na otoky, odřeniny, zranění, opařeniny a bolest hlavy. Nálev z kořenů slouží při horečkách a vykašlávání krve, prášek se používá jako emetikum a proti střevním parazitům.
V tradiční a domorodé medicíně jsou využívány i četné další druhy makarang, např. Macaranga beccariana (Borneo, odvar z kořenů při vysokých horečkách), M. denticulata (trop. Asie, odvar z listů a exudát z řapíku na zranění, nálev z listů k rekonvalescenci po porodu), M. gigantea (Indočína a jv. Asie, latex na afty, odvar z kořenů při průjmech, úplavici a k rekonvalescenci po porodu), M. grandifolia (Filipíny a Sulawesi, pryskyřice jako adstringens, kloktadlo při aftech), M. griffithiana (odvar z kořenů proti střevním parazitům), M. hullettii (Thajsko a západ jihovýchodní Asie, odvar z listů při bolestech břicha), M. indica (trop. Asie, červená šťáva z kůry v Indii k léčení vředů, nápoj z listů jako antiemetikum, nálev na různé trávicí problémy), M. peltata (Indie až Indočína, listy k rekonvalescenci po porodu, odvar z listů a kůry k omývání vředů, kůra k odstranění ledvinových kamenů, pasta z pryskyřice na vředy na pohlavních orgánech), M. stipulosa (Samoa, na kožní choroby), M. triloba (Indočína a jv. Asie, odvar z listů a plodů při bolestech břicha, listy na opařeniny).
Mohutnější druhy jsou těženy pro dřevo, které je lehké až středně těžké a měkké až středně tvrdé. Jádrové dřevo bývá světle hnědožluté a není jasně oddělené od okrajové běli. V Malajsii je obchodováno pod názvem mahang. Používá se k výrobě zápalek, celulózy a papíru, beden, kvalitních lisovaných desek a překližky. Odkorněné kmeny jsou tradičně používány na stavbu těch částí domorodých obydlí, které nejsou v kontaktu se zemí, a na různé dočasné stavby. Na Filipínách je to nejoblíbenější materiál k výrobě dřeváků.
Z kůry, dřeně nebo i z plodů některých druhů vytéká pryskyřice, která je známá pod názvem kino nebo selaru a která je používána jako lepidlo.
Rozměrné listy M. gigantea a M. mappa se používají k balení potravin a jídla. Některé druhy hostí červce produkující lak.
Některé druhy mají v Asii význam v magických rituálech. Kousky větévek M. denticulata jsou v Asii používány na ochranu před útoky duší ze záhrobí. Vodou s rozdrcenými listy Macaranga griffithiana se na Filipínách omývá tvář osob trpících posedlostí.
Dužnina plodů řady afrických i asijských druhů, včetně běžné Macaranga tanarius, je jedlá. Naopak u některých druhů (např. Macaranga triloba) jsou plody jedovaté.
Stromy Macaranga indica jsou v Indii vysazovány jako opora na plantážích pepřovníku. Na jižní Sumatře se z kmínků Macaranga tanarius zhotovují dočasné žebříky ke sklizni pepře. Některé druhy jsou v tropech vysazovány jako okrasné dřeviny.